# Campeonato de AAA Fusión
El Campeonato de AAA Fusión (AAA Fusion Championship, en inglés) fue un campeonato de lucha libre profesional creado y utilizado por la compañía mexicana Asistencia Asesoría y Administración. El último campeón fue El Hijo del Fantasma, quien unificó el campeonato con el Campeonato Mundial de Peso Crucero de AAA tras derrotar a Fénix en Triplemanía XXII.

## Historia
A finales de 2012, AAA introdujo un nuevo programa de televisión, titulado AAA Fusión, que comenzaría a emitirse junto al programa de televisión principal de la promoción, Sin Límite. La primera demostración fue grabada el 30 de septiembre de 2012. El noviembre siguiente, AAA comenzó un torneo para determinar el campeón inaugural de AAA Fusión. El 23 de abril de 2013, AAA dividió su lista entera en dos marcas; AAA Evolución y AAA Fusión, siendo el Campeonato de Fusión AAA exclusivo para este.
El 17 de agosto de 2014, en el evento Triplemania XXII, El Hijo del Fantasma derrotó al Campeón de Peso Crucero de AAA Daga y al Campeón Fusión de AAA Fenix para unificar los dos campeonatos, saliendo vencedor el primero y quedando el Campeonato de AAA como título vigente y renombrado como Campeonato Mundial de Peso Crucero de AAA.

## Campeones
| Luchador             | N.º | Fecha                | Días | Show o evento    | Notas |
| -------------------- | --- | -------------------- | ---- | ---------------- | --- |
| Fénix                | 1   | 17 de marzo de 2013  | 518  | Rey de Reyes     | Derrotó a Crazy Boy, Daga y Juventud Guerrera para definir al campeón inaugural.                                                                                         |
| El Hijo del Fantasma | 1   | 17 de agosto de 2014 | 0    | Triplemanía XXII | Derrotó a Angélico, Daga, Fénix, Pentagón Jr., Bengala, Jack Evans, Drago, Australian Suicide y Joe Líder. Durante su reinado, ganó el Campeonato de Peso Crucero de AAA |
| Unificado            | -   | 17 de agosto de 2014 | -    | Triplemanía XXII | Con el Campeonato de Peso Crucero de AAA formando el Campeonato Mundial de Peso Crucero de AAA.                                                                          |

### Total de días con el título
| N.º | Campeón              | Reinados | Total de días |
| --- | -------------------- | -------- | ------------- |
| 1   | Fénix                | 1        | 518           |
| 2   | El Hijo del Fantasma | 1        | 0             |